# Sally Oey
Sally Marion Oey (1984-) est une astronome américaine experte en étoiles massives et chaudes, souvent précurseurs des supernova. En 1999, elle reçoit le prix Annie J. Cannon en astronomie de l'Union américaine d'astronomie. 

## Jeunesse et éducation
Sally Marion Oey naît en 1984 à Ithaca (New York), de parents indonésiens chinois qui ont émigré aux États-Unis en 1957. Elle fréquente le Bryn Mawr College, où elle obtient son diplôme en 1986. Elle passe son doctorat en astronomie à l'Université de l'Arizona (Tucson) en 1995. De 1995 à 1998, elle effectue un post-doctorat en astronomie observationnelle à l'Institut d'Astronomie de l'Université de Cambridge au Royaume-Uni. 

## Carrière universitaire
De 1998 à 2001, elle travaille au Space Telescope Science Institute puis, de 2001 à 2004, elle est assistante astronome à l'Observatoire Lowell. À partir de 2004, elle professeur d'astronomie à l'Université du Michigan.  
Le groupe de recherche d'Oey, Feedback Activity in Near Galaxies (FANG), se concentre sur la rétroaction massive des étoiles vers le milieu interstellaire et intergalactique, à l'échelle locale, globale et cosmique : 
- Rétroaction radiative : régions HII, galaxies émettrices de Lyman
- Rétroaction chimique : processus d'enrichissement et évolution chimique galactique
- Rétroaction cinématique : les super-bulles et les super-vents galactiques entraînés par Supernova
- Étoiles et amas massifs[3]

## Découvertes
Oey et ses collègues de l'Université du Michigan à Ann Arbor ont trouvé des preuves qu'il existe une limite de la taille des étoiles au sein de notre galaxie et dans la galaxie satellite voisine. Sans toutefois déterminer si la taille est limitée par la physique de la formation des étoiles ou par la taille du nuage de gaz parent.    
Elle a également résolu un problème vieux de 50 ans sur l'origine de la fonction de masse initiale stellaire, dite de Salpeter. Le rapport entre le nombre d'étoiles de masse faible et d'étoiles de masse élevée au sein des amas montre toujours légèrement moins d'étoiles de masse élevée que ce à quoi on pourrait s'attendre si la matière est répartie uniformément entre toutes les masses. Un amas d'étoiles se forme lorsqu'un nuage moléculaire géant se fragmente ; Oey a constaté que la formation d'étoiles de masse élevée est légèrement supprimée si les plus petits fragments ont moins de masse que les étoiles de masse la plus élevée. Cette solution simple s'accorde parfaitement avec les observations. 

## Prix et récompenses
- 1999 : Prix d'astronomie Annie J. Cannon[5]
- 2000-2008 : Faculty Early Career Development Award (CAREER), Fondation national pour la science

Elle est membre de l'Union américaine d'astronomie, de l'Union astronomique internationale, de l'Association américaine pour l'avancement de la science et de l'International Dark Sky Association. 